# G15
G15（ジーフィフティーン、英: Group of Fifteen）とは、開発途上国の17か国で構成されたグループ。1989年9月にユーゴスラビアのベオグラードで開催された、第9回非同盟諸国首脳会議において結成された。お互いの協力促進と、世界貿易機関や経済大国の集まりであるG7といった他の国際的機関に対抗することを目的としている。

## 概要
成長促進と繁栄という共通の目標を抱えた北アメリカ、南アメリカ、アフリカ、およびアジアの国々から構成されており、開発途上国の特に投資、貿易、技術の分野に焦点を合わせて相互協力している。G15の加盟国は17か国にまで増えたが、名称は変更されていない。
2010年の第14回首脳会議では首脳が半分も集まらないなど、近年では一体感の低下が指摘されている。2011年にはペルーがG15から脱退した。2012年の第15回首脳会議は、スリランカのコロンボにて開催された。

## 加盟国
- アフリカ
  -  ナイジェリア
  -  アルジェリア
  -  リビア
  -  セネガル
  -  ジンバブエ
  -  ケニア
- ラテンアメリカ
  -  ブラジル
  -  メキシコ
  -  ジャマイカ
  -  アルゼンチン
  -  ベネズエラ
  -  チリ
- アジア
  -  インドネシア
  -  イラン
  -  マレーシア
  -  スリランカ
  -  インド

## G15首脳会議
| 回次 | 日付                    | 開催国       | 開催都市         | 議長                               |
| ---- | ----------------------- | ------------ | ---------------- | ---------------------------------- |
| 1    | 1990年6月1日-6月3日     | マレーシア   | クアラルンプール | マハティール・ビン・モハマド       |
| 2    | 1991年11月27日-11月29日 | ベネズエラ   | カラカス         | カルロス・アンドレス・ペレス       |
| 3    | 1992年11月21日-11月23日 | セネガル     | ダカール         | アブドゥ・ディウフ                 |
| 4    | 1993年3月28日-3月30日   | インド       | ニューデリー     | ナラシンハ・ラーオ                 |
| 5    | 1995年11月5日-11月7日   | アルゼンチン | ブエノスアイレス | カルロス・メネム                   |
| 6    | 1996年11月3日-11月5日   | ジンバブエ   | ハラレ           | ロバート・ムガベ                   |
| 7    | 1997年10月28日-11月5日  | マレーシア   | クアラルンプール | マハティール・ビン・モハマド       |
| 8    | 1998年5月11日-5月13日   | エジプト     | カイロ           | ホスニー・ムバーラク               |
| 9    | 1999年2月10日-2月12日   | ジャマイカ   | モンテゴ・ベイ   | P・J・パターソン                   |
| 10   | 2000年6月19日-6月20日   | エジプト     | カイロ           | ホスニー・ムバーラク               |
| 11   | 2001年5月30日-5月31日   | インドネシア | ジャカルタ       | アブドゥルラフマン・ワヒド         |
| 12   | 2004年2月27日-2月28日   | ベネズエラ   | カラカス         | ウゴ・チャベス                     |
| 13   | 2006年9月14日           | キューバ     | ハバナ           | ラウル・カストロ                   |
| 14   | 2010年5月15日-5月17日   | イラン       | テヘラン         | マフムード・アフマディーネジャード |
| 15   | 2012年                  | スリランカ   | コロンボ         | マヒンダ・ラージャパクサ           |